# Land of the Free
Land of the Free je v pořadí čtvrté studiové album německé power metalové skupiny Gamma Ray. Bylo vydáno 29. května 1995. Od vydání předchozího alba se opět změnila sestava skupiny. Z kapely odešel Ralf Scheepers a hlavním zpěvákem se tak stal Kai Hansen.

## Seznam skladeb
| Číslo | Název                    | Autor          | Délka |
| ----- | ------------------------ | -------------- | ----- |
| 1     | "Rebellion in Dreamland" | Hansen         | 8:44  |
| 2     | "Man on a Mission"       | Hansen         | 5:49  |
| 3     | "Fairytale"              | Hansen         | 0:50  |
| 4     | "All of the Damned"      | Hansen         | 5:00  |
| 5     | "Rising of the Damned"   | Hansen         | 0:43  |
| 6     | "Gods of Deliverance"    | Hansen, Rubach | 5:01  |
| 7     | "Farewell"               | Schlächter     | 5:11  |
| 8     | "Salvation's Calling"    | Rubach         | 4:36  |
| 9     | "Land of the Free"       | Hansen         | 4:38  |
| 10    | "The Saviour"            | Hansen         | 0:40  |
| 11    | "Abyss of the Void"      | Hansen         | 6:04  |
| 12    | "Time to Break Free"     | Hansen         | 4:40  |
| 13    | "Afterlife"              | Hansen, Rubach | 4:46  |

### Bonusové skladby 2003
| Číslo | Název                                      | Autor         | Délka |
| ----- | ------------------------------------------ | ------------- | ----- |
| 14    | "Heavy Metal Mania"                        | Mortimer      | 4:49  |
| 15    | "As Time Goes By (pre-Production version)" | Hansen/Sielck | 4:53  |
| 16    | "The Silence '95"                          | Hansen        | 6:29  |

## Osoby

### Kapela
- Kai Hansen - zpěv, kytara
- Dirk Schlächter - kytara
- Jan Rubach - basová kytara
- Thomas Nack - bicí

### Hosti
- Sascha Paeth - klávesy
- Hansi Kürsch - zpěv
- Michael Kiske - zpěv